# Покровка (Кочковский район)
Покровка — посёлок в Кочковском районе Новосибирской области России. Входит в состав Новорешетовского сельсовета.

## География
Площадь посёлка — 86 гектаров.

## История
Основан в 1921 году. В 1928 году состоял из 132 хозяйств. В административном отношении являлся центром Покровского сельсовета Кочковского района Каменского округа Сибирского края.

## Население
| 2002 | 2007 | 2010 |
| ---- | ---- | ---- |
| 163  | ↘146 | ↘107 |

По переписи 1926 г. в поселке проживало 723 человека, в том числе 357 мужчин и 366 женщин. Основное население — русские.